# Rude Pribićke
Rude Pribićke es una localidad de Croacia en el municipio de Krašić, condado de Zagreb.

## Geografía
Se encuentra a una altitud de 406 m s. n. m. a 57,5 km de la capital nacional, Zagreb.

## Demografía
En el censo 2011, el total de población de la localidad fue de 21 habitantes.
Según estimación 2013 contaba con una población de 15 habitantes.